# Ragnhild Mowinckel
Ragnhild Lillehagen Mowinckel (ur. 12 września 1992 w Molde) – norweska narciarka alpejska, dwukrotna medalistka igrzysk olimpijskich i mistrzostw świata oraz pięciokrotna medalistka mistrzostw świata juniorów.

## Kariera
Jej pierwszym występem na arenie międzynarodowej były rozegrane 20 listopada 2007 roku w Hemsedal zawody FIS, na których zajęła 39. miejsce w supergigancie. Kolejne lata to dla niej przede wszystkim starty w tym właśnie cyklu, pojawiała się także na mistrzostwach Norwegii juniorów, mistrzostwach Norwegii i w Pucharze Europy. W 2010 roku wzięła udział w mistrzostwach świata juniorów w regionie Mont Blanc, na których zajęła 5. miejsce w kombinacji, 9. w slalomie gigancie, 13. w zjeździe, 26. w slalomie i 35. w supergigancie. Na organizowanych rok później mistrzostwach świata juniorów w Crans-Montanie nie ukończyła pierwszego przejazdu supergiganta i slalomu giganta, natomiast w slalomie była czwarta.
3 stycznia 2012 roku miał miejsce jej debiut w Pucharze Świata, kiedy to na rozgrywanych w Zagrzebiu zawodach sezonu 2011/2012 nie ukończyła pierwszego przejazdu slalomu. Pierwsze punkty w tym cyklu wywalczyła 18 marca 2012 roku w Schladming, zajmując 25. miejsce w slalomie gigancie. W tym samym roku na mistrzostwach świata juniorów w Roccaraso odniosła zwycięstwa w slalomie gigancie i kombinacji, a także zdobyła brązowy medal w supergigancie i zajęła 4. miejsce w slalomie. Ostatnie w jej karierze tego typu wydarzenie, rozgrywane w 2013 roku mistrzostwa świata juniorów w Québecu przyniosły jej zwycięstwo w kombinacji i srebrny medal w slalomie gigancie, ponadto zajęła 5. miejsce w supergigancie, 10. w slalomie i 14. w zjeździe. W tym samym roku wzięła udział w mistrzostwach świata w Schladming, na których nie ukończyła supergiganta, a także zajęła 27. miejsce w zjeździe, 21. w slalomie gigancie oraz 17. w superkombinacji.
W 2014 roku pojawiła się na igrzyskach olimpijskich w Soczi, na których nie ukończyła drugiego przejazdu slalomu giganta, ponadto zajęła 6. miejsce w superkombinacji, 19. w supergigancie i 27. w zjeździe. Rok później, na mistrzostwach świata w Vail/Beaver Creek zajęła 9. miejsce w kombinacji, 18. w slalomie gigancie, 20. w supergigancie i 25. w zjeździe. Kolejne mistrzostwa świata, rozgrywane w 2017 roku w Sankt Moritz przyniosły jej 6. miejsce w supergigancie, 10. w kombinacji, 18. w slalomie gigancie oraz 20. w zjeździe. 16 grudnia 2017 roku zaliczyła pierwsze podium Pucharu Świata, kiedy to na przeprowadzonych w Val d’Isère zawodach sezonu 2017/2018 zajęła 3. miejsce w supergigancie, przegrywając jedynie z Amerykanką Lindsey Vonn i Włoszką Sofią Goggią.
W 2018 roku wzięła udział w igrzyskach olimpijskich w Pjongczangu, na których zajęła 13. miejsce w supergigancie i 4. w kombinacji, ponadto zdobyła srebrny medal w slalomie gigancie, w którym uplasowała się za Amerykanką Mikaelą Shiffrin oraz przed Włoszką Federicą Brignone, a także w zjeździe, w którym rozdzieliła na podium Sofię Goggię i Lindsey Vonn. 9 marca tego roku, na rozgrywanych w Ofterschwang zawodach sezonu 2017/2018 Ragnhild Mowinckel odniosła swoje pierwsze zwycięstwo w Pucharze Świata, pokonując w slalomie gigancie Niemkę Viktorię Rebensburg i Mikaelę Shiffrin.
Podczas mistrzostw świata w Åre wywalczyła brązowy medal w kombinacji. Uplasowała się tam za Wendy Holdener ze Szwajcarii i Słowaczką Petrą Vlhovą. Na tej samej imprezie była też czwarta w gigancie, przegrywając walkę o podium z Shiffrin o 0,12 sekundy. Brązowy medal zdobyła również w gigancie na mistrzostwach świata w Courchevel/Méribel w 2023 roku. Tym razem lesze były tylko Shiffrin i Brignone. W międzyczasie brała udział w igrzyskach olimpijskich w Pekinie w 2022 roku, gdzie zajęła między innymi piąte miejsce w gigancie.
W sezonie 2022/2023 czterokrotnie stawała na podium, odnosząc przy tym jedno zwycięstwo. W klasyfikacji generalnej była szósta, natomiast w klasyfikacji supergiganta zajęła trzecie miejsce. 

## Osiągnięcia

### Igrzyska olimpijskie
| Miejsce | Dzień     | Rok  | Miejscowość | Konkurencja     | Czas biegu | Strata | Zwyciężczyni              |
| ------- | --------- | ---- | ----------- | --------------- | ---------- | ------ | ------------------------- |
| 6.      | 10 lutego | 2014 | Soczi       | Superkombinacja | 2:34,62    | +1,53  | Maria Höfl-Riesch         |
| 27.     | 12 lutego | 2014 | Soczi       | Zjazd           | 1:41,57    | +2,86  | Dominique Gisin Tina Maze |
| 19.     | 15 lutego | 2014 | Soczi       | Supergigant     | 1:25,52    | +3,01  | Anna Fenninger            |
| DNF2    | 18 lutego | 2014 | Soczi       | Gigant          | 2:36,87    | –      | Tina Maze                 |
| 2.      | 15 lutego | 2018 | Pjongczang  | Gigant          | 2:20,02    | +0,39  | Mikaela Shiffrin          |
| 13.     | 17 lutego | 2018 | Pjongczang  | Supergigant     | 1:21,11    | +0,89  | Ester Ledecká             |
| 2.      | 21 lutego | 2018 | Pjongczang  | Zjazd           | 1:39,22    | +0,09  | Sofia Goggia              |
| 4.      | 22 lutego | 2018 | Pjongczang  | Superkombinacja | 2:20,90    | +1,73  | Michelle Gisin            |
| 5.      | 7 lutego  | 2022 | Pekin       | Gigant          | 1:55,69    | +0,96  | Sara Hector               |
| 6.      | 11 lutego | 2022 | Pekin       | Supergigant     | 1:13,51    | +0,58  | Lara Gut-Behrami          |
| 14.     | 15 lutego | 2022 | Pekin       | Zjazd           | 1:31,87    | +2,10  | Corinne Suter             |

### Mistrzostwa świata
| Miejsce | Dzień     | Rok  | Miejscowość        | Konkurencja     | Czas biegu | Strata | Zwyciężczyni       |
| ------- | --------- | ---- | ------------------ | --------------- | ---------- | ------ | ------------------ |
| DNF     | 5 lutego  | 2013 | Schladming         | Supergigant     | 1:35,39    | –      | Tina Maze          |
| 17.     | 8 lutego  | 2013 | Schladming         | Superkombinacja | 2:39,92    | +5,84  | Maria Höfl-Riesch  |
| 27.     | 10 lutego | 2013 | Schladming         | Zjazd           | 1:50,00    | +3,67  | Marion Rolland     |
| 21.     | 14 lutego | 2013 | Schladming         | Gigant          | 2:08,06    | +4,68  | Tessa Worley       |
| 20.     | 3 lutego  | 2015 | Vail/Beaver Creek  | Supergigant     | 1:10,29    | +2,40  | Anna Fenninger     |
| 25.     | 6 lutego  | 2015 | Vail/Beaver Creek  | Zjazd           | 1:45,89    | +2,65  | Tina Maze          |
| 9.      | 9 lutego  | 2015 | Vail/Beaver Creek  | Kombinacja      | 2:33,37    | +2,61  | Tina Maze          |
| 18.     | 12 lutego | 2015 | Vail/Beaver Creek  | Gigant          | 2:19,16    | +3,65  | Anna Fenninger     |
| 6.      | 7 lutego  | 2017 | Sankt Moritz       | Supergigant     | 1:21,34    | +0,69  | Nicole Schmidhofer |
| 10.     | 10 lutego | 2017 | Sankt Moritz       | Kombinacja      | 1:58,88    | +1,96  | Wendy Holdener     |
| 20.     | 12 lutego | 2017 | Sankt Moritz       | Zjazd           | 1:32,85    | +2,06  | Ilka Štuhec        |
| 18.     | 16 lutego | 2017 | Sankt Moritz       | Gigant          | 2:05,55    | +2,84  | Tessa Worley       |
| 6.      | 5 lutego  | 2019 | Åre                | Supergigant     | 1:04,89    | +0,16  | Mikaela Shiffrin   |
| 3.      | 8 lutego  | 2019 | Åre                | Kombinacja      | 2:02,13    | +0,45  | Wendy Holdener     |
| 5.      | 10 lutego | 2019 | Åre                | Zjazd           | 1:01,74    | +0,59  | Ilka Štuhec        |
| 4.      | 14 lutego | 2019 | Åre                | Gigant          | 2:01,97    | +0,50  | Petra Vlhová       |
| 12.     | 11 lutego | 2021 | Cortina d’Ampezzo  | Supergigant     | 1:25,51    | +1,23  | Lara Gut-Behrami   |
| 10.     | 13 lutego | 2021 | Cortina d’Ampezzo  | Zjazd           | 1:34,27    | +0,99  | Corinne Suter      |
| 9.      | 15 lutego | 2021 | Cortina d’Ampezzo  | Superkombinacja | 2:07,22    | +4,93  | Mikaela Shiffrin   |
| 9.      | 18 lutego | 2021 | Cortina d’Ampezzo  | Gigant          | 2:30,66    | +1,70  | Lara Gut-Behrami   |
| DNS2    | 6 lutego  | 2023 | Courchevel/Méribel | Kombinacja      | 1:57,47    | -      | Federica Brignone  |
| 5.      | 8 lutego  | 2023 | Courchevel/Méribel | Supergigant     | 1:28,06    | +0,36  | Marta Bassino      |
| 10.     | 11 lutego | 2023 | Courchevel/Méribel | Zjazd           | 1:28,03    | +0,84  | Jasmine Flury      |
| 3.      | 17 lutego | 2023 | Courchevel/Méribel | Gigant          | 2:07,13    | +0,22  | Mikaela Shiffrin   |

### Mistrzostwa świata juniorów
| Miejsce | Dzień       | Rok  | Miejscowość       | Konkurencja | Czas biegu | Strata | Zwyciężczyni            |
| ------- | ----------- | ---- | ----------------- | ----------- | ---------- | ------ | ----------------------- |
| 35.     | 31 stycznia | 2010 | Region Mont Blanc | Supergigant | 1:32,21    | +2,55  | Marine Gauthier         |
| 26.     | 1 lutego    | 2010 | Region Mont Blanc | Slalom      | 1:34,47    | +5,87  | Christina Geiger        |
| 13.     | 4 lutego    | 2010 | Region Mont Blanc | Zjazd       | 1:20,89    | +1,65  | Jéromine Géroudet       |
| 9.      | 5 lutego    | 2010 | Region Mont Blanc | Gigant      | 1:38,34    | +1,31  | Mona Løseth             |
| 5.      | 5 lutego    | 2010 | Region Mont Blanc | Kombinacja  | ?          | –      | Mona Løseth             |
| 19.     | 1 lutego    | 2011 | Crans-Montana     | Zjazd       | 1:32,11    | +2,40  | Lotte Smiseth Sejersted |
| DNF1    | 2 lutego    | 2011 | Crans-Montana     | Gigant      | 2:28,27    | –      | Sara Hector             |
| DNF     | 5 lutego    | 2011 | Crans-Montana     | Supergigant | 1:28,23    | –      | Elena Curtoni           |
| 4.      | 1 marca     | 2012 | Roccaraso         | Slalom      | 1:41,19    | +1,83  | Stephanie Brunner       |
| 1.      | 3 marca     | 2012 | Roccaraso         | Gigant      | 2:40,02    | –      | –                       |
| 3.      | 6 marca     | 2012 | Roccaraso         | Supergigant | 1:06,99    | +0,04  | Annie Winquist          |
| 1.      | 8 marca     | 2012 | Roccaraso         | Kombinacja  | ?          | –      | –                       |
| 10.     | 21 lutego   | 2013 | Mont-Sainte-Anne  | Slalom      | 1:52,10    | +2,46  | Magdalena Fjällström    |
| 2.      | 22 lutego   | 2013 | Mont-Sainte-Anne  | Gigant      | 2:22,23    | +0,14  | Lisa-Maria Zeller       |
| 5.      | 24 lutego   | 2013 | Le Massif         | Supergigant | 1:0089     | +1,18  | Stephanie Venier        |
| 14.     | 26 lutego   | 2013 | Le Massif         | Zjazd       | 1:11,18    | +1,06  | Jennifer Piot           |
| 1.      | 26 lutego   | 2013 | Québec            | Kombinacja  | ?          | –      | –                       |

### Puchar Świata

#### Miejsca w klasyfikacji generalnej
| Sezon     | Miejsce        |
| --------- | -------------- |
| 2011/2012 | 117.           |
| 2012/2013 | 84.            |
| 2013/2014 | 48.            |
| 2014/2015 | 32.            |
| 2015/2016 | 36.            |
| 2016/2017 | 20.            |
| 2017/2018 | 8.             |
| 2018/2019 | 7.             |
| 2019/2020 | nie startowała |
| 2020/2021 | 29.            |
| 2021/2022 | 4.             |
| 2022/2023 | 6.             |
| 2023/2024 | 11.            |

#### Miejsca na podium w zawodach
| Nr  | Dzień        | Rok  | Miejscowość       | Konkurencja | Czas jazdy | Miejsce | Strata | Zwyciężczyni                  |
| --- | ------------ | ---- | ----------------- | ----------- | ---------- | ------- | ------ | ----------------------------- |
| 1.  | 16 grudnia   | 2017 | Val d’Isère       | Supergigant | 1:05,25    | 3.      | +0,39  | Lindsey Vonn                  |
| 2.  | 23 stycznia  | 2018 | Kronplatz         | Gigant      | 2:06,22    | 2.      | +0,03  | Viktoria Rebensburg           |
| 3.  | 9 marca      | 2018 | Ofterschwang      | Gigant      | 2:34,80    | 1.      | –      | –                             |
| 4.  | 24 listopada | 2018 | Killington        | Gigant      | 1:51,82    | 2.      | +0,49  | Federica Brignone             |
| 5.  | 2 grudnia    | 2018 | Lake Louise       | Supergigant | 1:20,18    | 2.      | +0,77  | Mikaela Shiffrin              |
| 6.  | 1 lutego     | 2019 | Maribor           | Gigant      | 2:32,24    | 3.      | +0,93  | Mikaela Shiffrin Petra Vlhová |
| 7.  | 19 grudnia   | 2021 | Val d’Isère       | Supergigant | 1:19,23    | 2.      | +0,33  | Sofia Goggia                  |
| 8.  | 26 lutego    | 2022 | Crans-Montana     | Zjazd       | 1:30,17    | 2.      | +0,21  | Ester Ledecká                 |
| 9.  | 17 marca     | 2022 | Courchevel        | Supergigant | 1:13,68    | 1.      | –      | –                             |
| 10. | 4 grudnia    | 2022 | Lake Louise       | Supergigant | 1:20,75    | 3.      | +0,16  | Corinne Suter                 |
| 11. | 22 stycznia  | 2023 | Cortina d’Ampezzo | Supergigant | 1:23,22    | 1.      | –      | –                             |
| 12. | 25 stycznia  | 2023 | Kronplatz         | Gigant      | 2:03,28    | 2.      | +0,82  | Mikaela Shiffrin              |
| 13. | 16 marca     | 2023 | Soldeu            | Supergigant | 1:26,70    | 3.      | +0,47  | Lara Gut-Behrami              |
| 14. | 27 stycznia  | 2024 | Cortina d’Ampezzo | Zjazd       | 1:33,50    | 1.      | –      | –                             |